# Glatthorn
Il Glatthorn (2.134 m s.l.m.) è la montagna più alta delle Prealpi di Bregenz nelle Alpi Bavaresi. Si trova in Austria nel Vorarlberg. A nord si trova la cittadina di Damüls e a sud quella di Fontanella.